# NCR1
NCR1 (англ. Natural cytotoxicity triggering receptor 1) – білок, який кодується однойменним геном, розташованим у людей на короткому плечі 19-ї хромосоми. Довжина поліпептидного ланцюга білка становить 304 амінокислот, а молекулярна маса — 34 481.
| 10         |  | 20         |  | 30         |  | 40         |  | 50         |
| ---------- |  | ---------- |  | ---------- |  | ---------- |  | ---------- |
| MSSTLPALLC |  | VGLCLSQRIS |  | AQQQTLPKPF |  | IWAEPHFMVP |  | KEKQVTICCQ |
| GNYGAVEYQL |  | HFEGSLFAVD |  | RPKPPERINK |  | VKFYIPDMNS |  | RMAGQYSCIY |
| RVGELWSEPS |  | NLLDLVVTEM |  | YDTPTLSVHP |  | GPEVISGEKV |  | TFYCRLDTAT |
| SMFLLLKEGR |  | SSHVQRGYGK |  | VQAEFPLGPV |  | TTAHRGTYRC |  | FGSYNNHAWS |
| FPSEPVKLLV |  | TGDIENTSLA |  | PEDPTFPADT |  | WGTYLLTTET |  | GLQKDHALWD |
| HTAQNLLRMG |  | LAFLVLVALV |  | WFLVEDWLSR |  | KRTRERASRA |  | STWEGRRRLN |
| TQTL       |  |            |  |            |  |            |  |            |

A: Аланін

C: Цистеїн

D: Аспарагінова кислота

E: Глутамінова кислота

F: Фенілаланін

G: Гліцин

H: Гістидин

I: Ізолейцин

K: Лізин

L: Лейцин

M: Метіонін

N: Аспарагін

P: Пролін

Q: Глутамін

R: Аргінін

S: Серин

T: Треонін

V: Валін

W: Триптофан

Кодований геном білок за функцією належить до рецепторів. 
Задіяний у такому біологічному процесі, як альтернативний сплайсинг. 
Локалізований у клітинній мембрані, мембрані.